# Шумск
Шумск (укр. Шумськ) — город в Кременецком районе Тернопольской области Украины. Административный центр Шумской городской общины.

## Географическое положение
Расположен на правом берегу реки Вилия, притока Горыни.

## Население
В январе 1989 года численность населения составляла 4925 человек.
По состоянию на 1 января 2025 года численность населения составляла более 5 тысяч человек.

### Языковой состав
Родной язык населения по данным переписи 2001 года:
| Язык       | Численность, чел. | Доля     |
| ---------- | ----------------- | -------- |
| Украинский | 4 978             | 99,36 %  |
| Другое     | 32                | 0,64 %   |
| Итого      | 5 010             | 100,00 % |

## История
Городище на высокой террасе правого берега реки Кумы состояло из двух укреплённых частей и занимало площадь около 2,7 га. Детинец Шумска располагался на мысу, с напольной стороны его защищали 2 ряда валов и рвов. Окольный город находился на соседнем мысу.
Впервые упоминается в составе Волынского княжества в 1149 году во время борьбы Изяслава волынского с союзником Юрия Долгорукого, Владимиром Галицким. Затем Шумск относился к владениям младшего Изяславича, Ярослава луцкого. Его внук, шумский князь Святослав Ингваревич с дружиной и родственниками участвовал в битве на Калке, где погиб (1223). Осенью 1259 года был местом встречи волынского князя Василька Романовича с монголами Бурундая для переговоров.

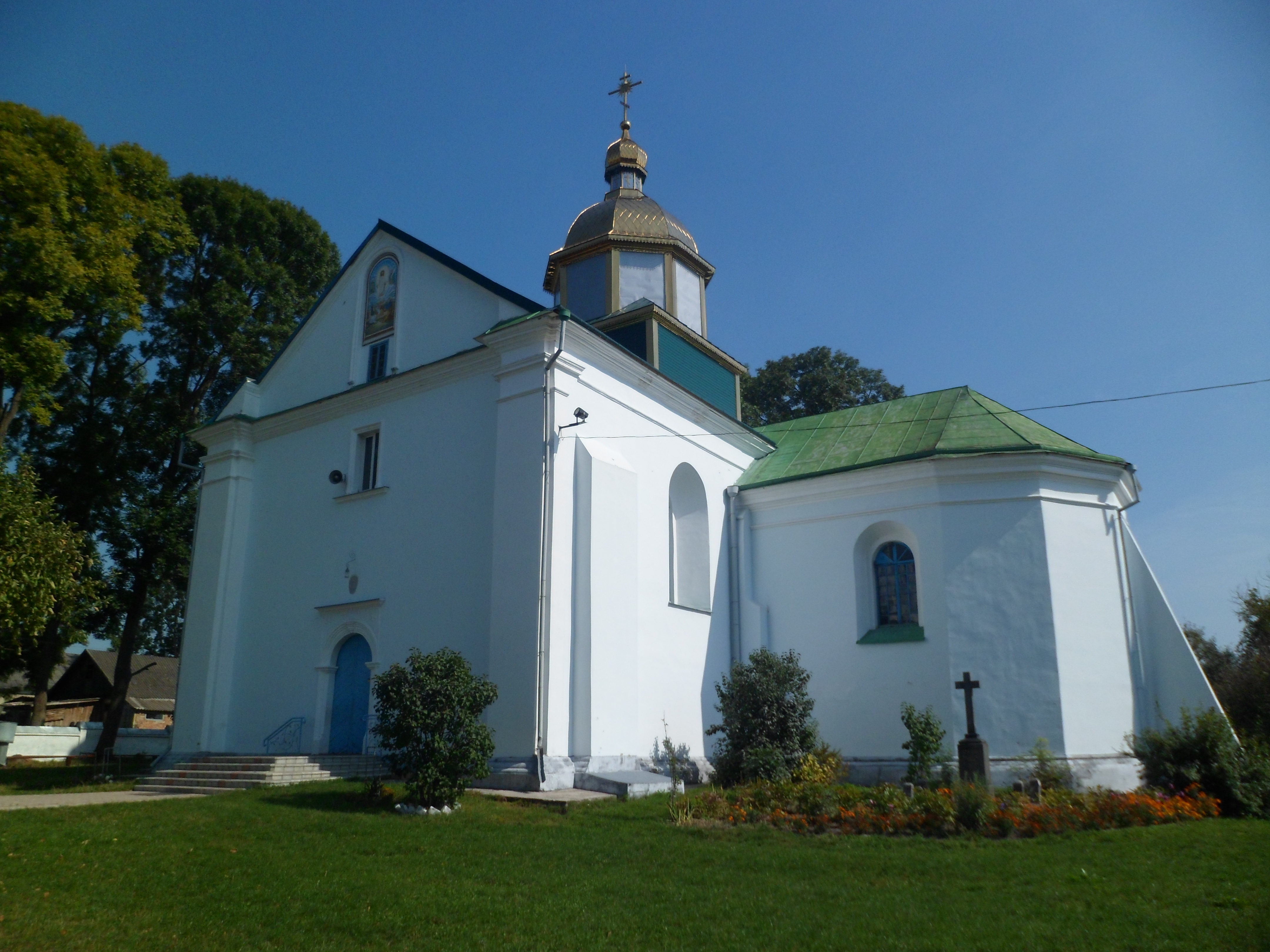
Спасо-Преображенская церковь

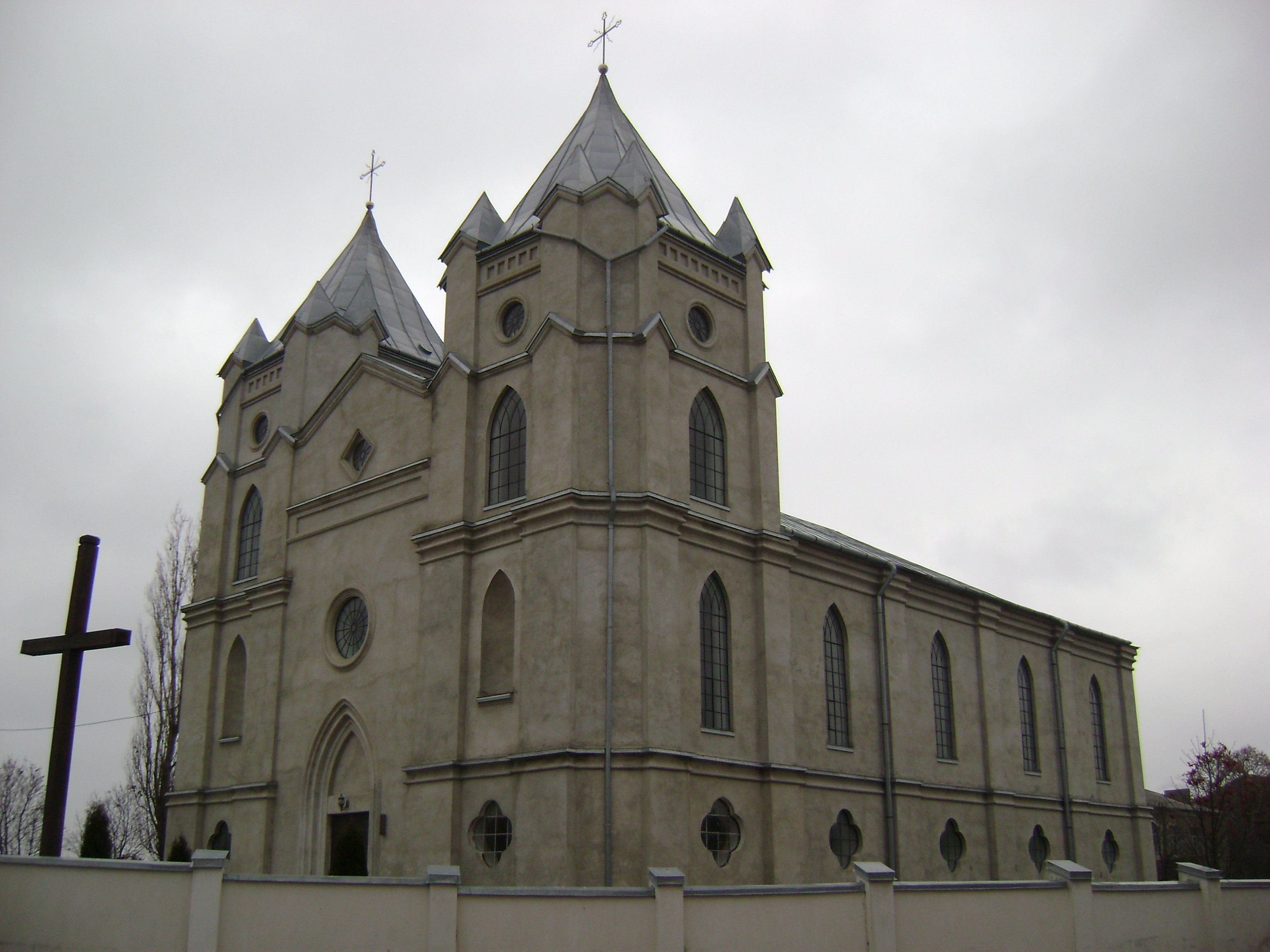
Костёл Непорочного Зачатия

В 1792—1795 годах — местечко Изяславской губернии Российской империи.
С 1795 до февраля 1917 года — местечко Кременецкого уезда Волынской губернии Российской империи, в 35 верстах к востоку от уездного г. Кременец, при р. Вилии.
В 1868 году в Шумске работали кирпичный, пивоваренный, 3 кожевенные заводы, 2 небольшие ткацкие фабрики, где изготавливали полотно. Крупнейшим предприятием был винокуренный завод.
В 1874 году открыта больница, где работали врач и акушер. Была аптека.
В 1905 году построена мельница.
В 1907 году — 1348 жителей, православная и католическая церкви, синагога, пивоваренный завод, 3 ярмарки.
С февраля до октября 1917 года — местечко Волынской губернии Российской республики, октября — Украинской Народной Республики, В апреле-декабре 1918 года — Украинской державы. С 1918 года на территории велась Гражданская война 1918—1923 годов.
После окончания советско-польской войны в 1920—1939 годах Шумск был городом Кременецкого уезда Волынского воеводства Польши.
В 1939 году после оккупации советскими войсками Украинского фронта Западной Украины город Шумск вошёл в состав Советского Союза.
4 декабря 1939 года образована Тернопольская область Украинской ССР, Шумск вышел из состава Волыни, и вошёл в состав области.
20 января 1940 года образован Шумский район. Шумск потерял статус города, получил название Шумское и стал центром района.
После начала Великой Отечественной войны город был оккупирован наступавшими немецкими войсками,
В марте 1944 года освобождён от германских войск советскими войсками 1-го Украинского фронта.
Приказом Ставки ВГК от 19 марта 1944 года № 060 в ознаменование одержанной победы соединения и части, отличившиеся в боях за освобождение города Шумск, получили наименование «Шумских»:
- 246-я стрелковая дивизия
- 138-й армейский миномётный полк
- 728-й истребительный авиационный полк.[12]

В мае 1945 года здесь началось издание местной газеты.
25 июня 1960 года село Шумское получило статус посёлка городского типа.
В 1989 году название посёлка было уточнено в форме Шумск.
В ходе административно-территориальной реформы в Украине, в 2020 году Шумский район был упразднён, а город стал административным центром Шумской городской общины Кременецкого района.

## Современное состояние
Шумск является одним из промышленных центров северного региона Тернопольской области, здесь работают типография, 3 хлебозавода, маслозавод, швейная фабрика, 2 общеобразовательные школы, профессионально-техническое училище, музыкальная и спортивная школы; кинотеатр, районный дом культуры, краеведческий музей. В городе находятся интересные памятники и объекты архитектуры: памятник Тарасу Шевченко, старая мельница (1905 год), Преображенская церковь (XVIII век).